# Lisa Camilleri
Pour les articles homonymes, voir Camilleri.
Lisa Camilleri, née le 24 février 1983 à Tully, est une joueuse professionnelle de squash représentant l'Australie. Elle atteint en mai 2011 la 28e place mondiale, son meilleur classement.

## Biographie
Elle passe professionnelle tardivement à l'âge de 23 ans. Elle remporte 21 titres sur le circuit, avec une superbe série en 2010 où elle remporte successivement sept titres: Top End Open, Black Knight Open,South Australian Open, Victorian Open, Tasmanian Open, NSW Classic, Queensland Open. En juin 2011, alors qu'elle vient d'atteindre son meilleur classement, elle souffre d'aponévrosite plantaire. Après 12 mois de traitement, elle doit se résoudre à l'opération. Elle fait son retour mi-2013, remporte trois tournois en deux semaines ( Queensland Open, Caboolture Open et Mackay Open) et se hisse à nouveau dans le top 50. Ce retour victorieux est salué par le prix WSA Vicki Cardwell Comeback Player of the Year.

## Palmarès

### Finales
- Open de Chine : 2010